# Kertzfeld
 Kertzfeld (en alsacià Kerzfald) és un municipi francès, situat a la regió del Gran Est, al departament del Baix Rin. L'any 2006 tenia 1.293 habitants.
Forma part del cantó d'Erstein, del districte de Sélestat-Erstein i de la Comunitat de comunes del cantó d'Erstein.

## Demografia
| 1962 | 1968 | 1975 | 1982 | 1990 | 1999  |
| ---- | ---- | ---- | ---- | ---- | ----- |
| 770  | 770  | 812  | 831  | 947  | 1.121 |

## Administració
| Període   | Identitat          | Partit |
| --------- | ------------------ | ------ |
| 2001-2008 | Lydie Sipp         |        |
| 2008-2014 | Christophe Saettel |        |
| 2014-2020 | Claude Schoettel   |        |